# Eosentomon hoogstraali
Eosentomon hoogstraali är en urinsektsart som beskrevs av Josef Nosek 1973. Eosentomon hoogstraali ingår i släktet Eosentomon och familjen trakétrevfotingar. Inga underarter finns listade i Catalogue of Life.